# Cubo tetramagico
In matematica, un cubo tetramagico è un cubo magico che rimane magico anche se tutti i suoi numeri vengono elevati al quadrato, al cubo o alla quarta.
Solo due cubi tetramagici sono conosciuti, ed entrambi sono stati scoperti da C. Boyer nel 2003. Il più piccolo di essi è di ordine 1024; questo cubo, il suo quadrato e il suo cubo sono perfetti, mentre la sua quarta potenza è un cubo magico semi-perfetto. Il più grande invece è un cubo tetramagico perfetto di ordine 8192.